# Sender Bad Mergentheim (Löffelstelzen)
Der Sender Bad Mergentheim (Löffelstelzen) ist ein Grundnetzsender des Südwestrundfunks (ehemals des Süddeutschen Rundfunks) für Hörfunk. Er befindet sich in einem Waldstück, etwa ein Kilometer westlich der Ortsmitte des Bad Mergentheimer Stadtteils Löffelstelzen. Als Antennenträger kommt ein 179 Meter hoher Stahlbetonturm mit aufgesetzter Antenne zum Einsatz.
Von hier aus werden Bad Mergentheim, der Main-Tauber-Kreis und Teile des Neckar-Odenwald-Kreises, des Hohenlohekreises und Landkreises Schwäbisch Hall versorgt.
Ursprünglich verwendete diese Sendeanlage als Antennenträger einen abgespannten Sendemast, der auch als Sendeantenne für die Mittelwellenfrequenz 1413 kHz diente. 1972 wurde dieser durch einen 165 Meter hohen Betonturm ⊙ mit einer Reusen- und einer Langdrahtantenne für Mittelwelle ersetzt. Am 19. Januar 1989 wurde die Frequenz des Mittelwellensenders von 1413 kHz auf 711 kHz geändert, was die Reichweite des verwendeten 3-kW-Senders durch die bessere Bodenwellenausbreitung vergrößerte.
1998 bis 2000 wurde dieser Turm durch einen neuen 179 Meter hohen, 200 Meter weiter westlich errichteten Sendeturm ersetzt, der über keine Sendeantenne für Mittelwelle verfügt. Am 1. Juni 1999 wurde der Mittelwellensender abgeschaltet und am 10. April 2001 der alte Sendeturm durch Sprengung abgerissen. Am 30. Juni 2009 wurde das analoge Fernsehen abgeschaltet und DVB-T aktiviert.
Aufgrund der bundesweiten Umstellung des Antennenfernsehens auf DVB-T2 wurde die TV-Ausstrahlung am 24. Oktober 2018 vollständig eingestellt. Die TV-Versorgung übernimmt der auf DVB-T2 umgestellte  Grundnetzsender Aalen.

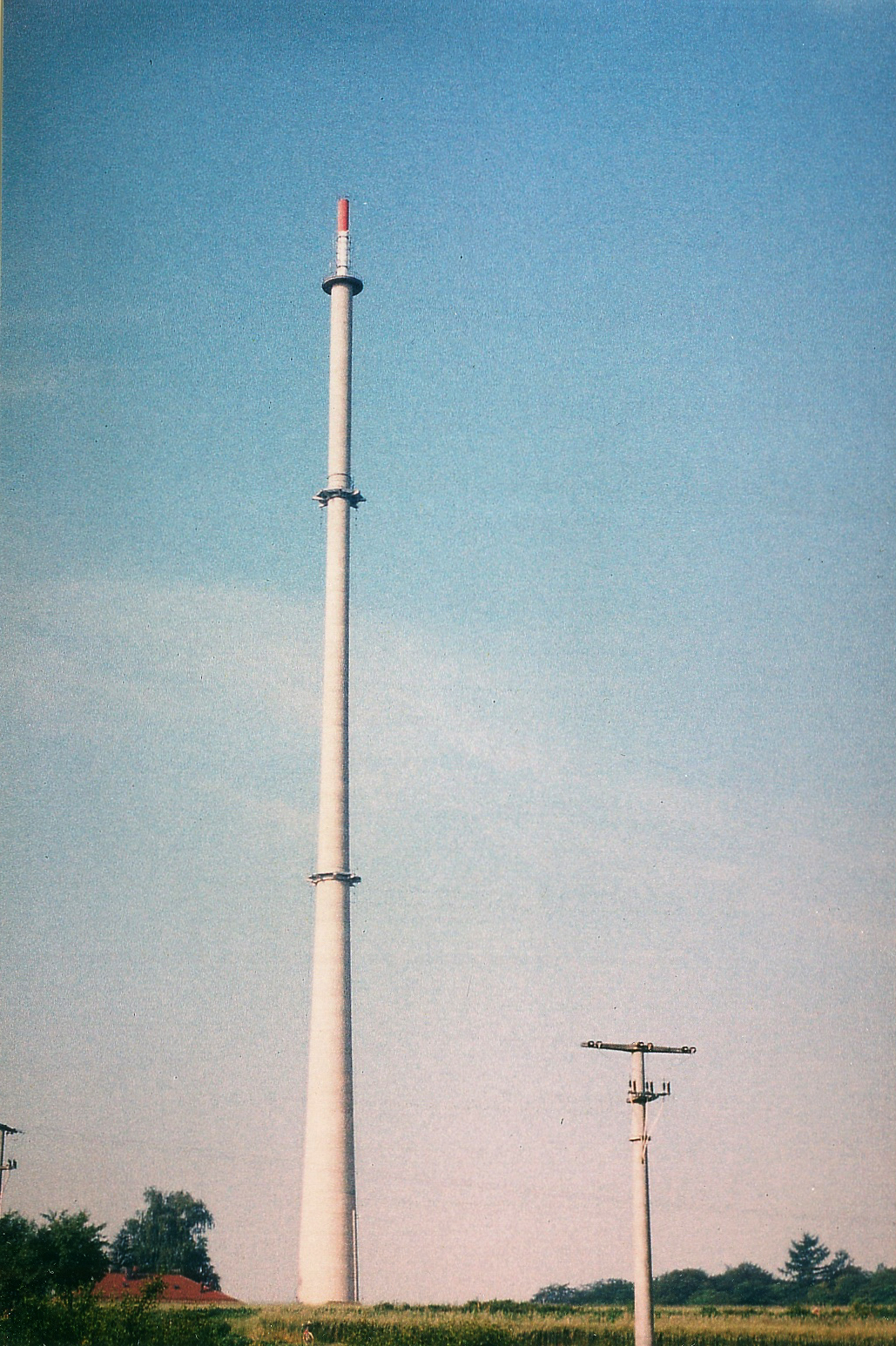
Der alte Sendeturm in Löffelstelzen

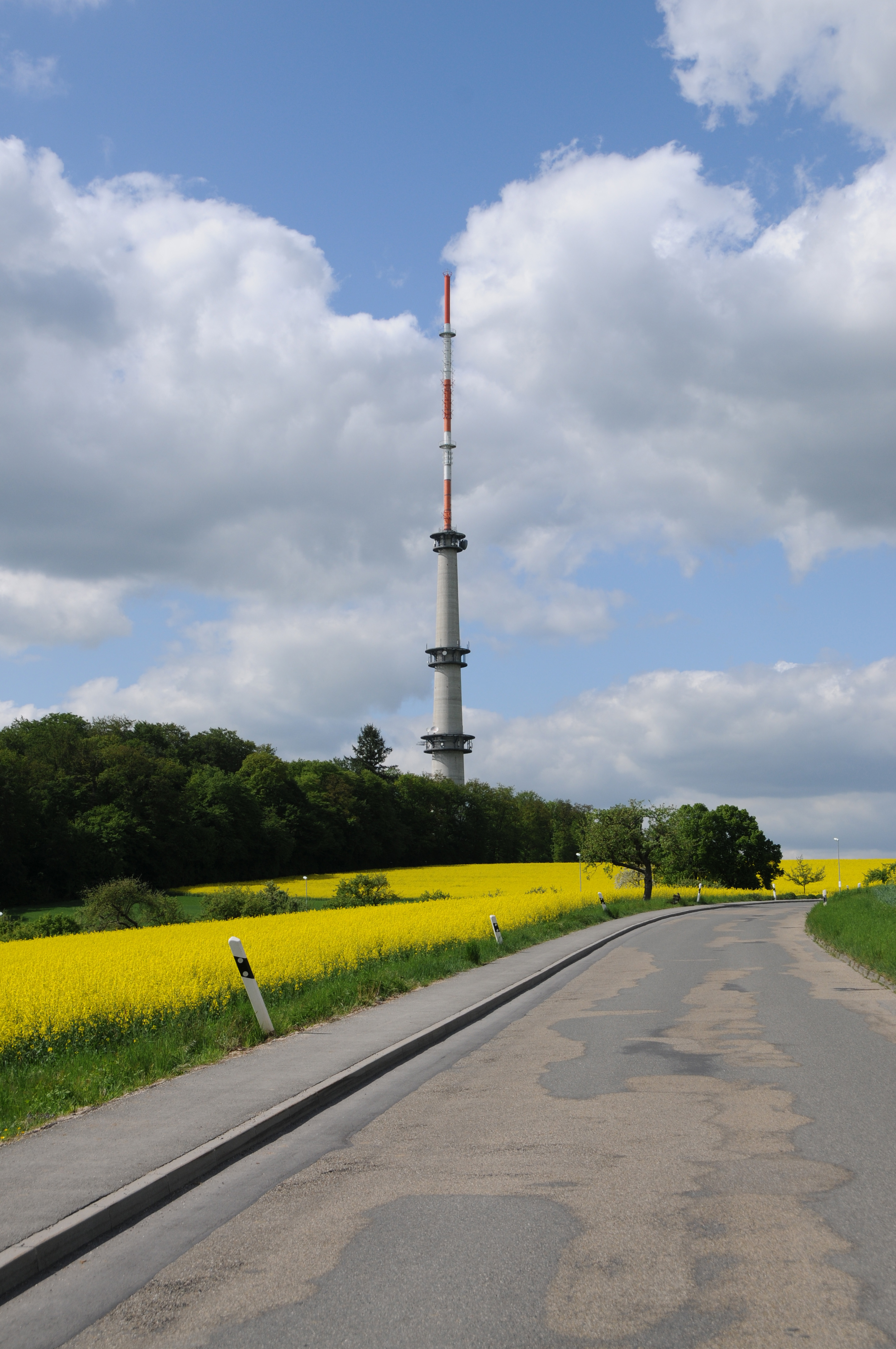
SWR-Sendeturm Löffelstelzen

## Frequenzen und Programme

### Analoges Radio (UKW)
Folgende Hörfunkprogramme werden vom Sender Bad Mergentheim (Löffelstelzen) auf UKW abgestrahlt:
| Frequenz (MHz) | Programm                    | RDS-PS   | RDS-PI | Regionalisierung  | ERP (kW) | Antennendiagramm rund (ND)/ gerichtet (D) | Polarisation horizontal (H)/ vertikal (V) |
| -------------- | --------------------------- | -------- | ------ | ----------------- | -------- | ----------------------------------------- | ----------------------------------------- |
| 87,8           | SWR1 Baden-Württemberg      | SWR1_BW_ | D301   | −                 | 10       | D (70–350°)                               | H                                         |
| 93,2           | SWR Kultur                  | SWR_Kult | D3A2   | Baden-Württemberg | 25       | ND                                        | H                                         |
| 99,7           | SWR3                        | __SWR3__ | D3A3   | Württemberg       | 10       | ND                                        | H                                         |
| 100,5          | DASDING                     | DASDING_ | D3A5   | −                 | 0,04     | D (40–180°)                               | H                                         |
| 103,5          | Radio Ton Heilbronn/Franken | RADIOTON | D70D   | Main-Tauber-Kreis | 20       | ND                                        | H                                         |
| 105,5          | SWR4 Baden-Württemberg      | SWR4_HN_ | DD04   | Franken Radio     | 10       | ND                                        | H                                         |

### Digitales Radio (DAB+)
DAB+ wird in vertikaler Polarisation und im Gleichwellenbetrieb (SFN) mit anderen Sendern ausgestrahlt.
Bis zum 12. Januar 2012 wurden auf DAB-Kanal 12B die Radioprogramme des SWR gesendet. Aufgrund des Neustart des Digitalradio wurde ein Kanalwechsel vollzogen.
| Block                  | Programme (Datendienste) | ERP (kW)                            | Antennen- diagramm rund (ND), gerichtet (D) | Polarisation horizontal (H)/ vertikal (V) | Gleichwellennetz (SFN) |
| ---------------------- | --- | ----------------------------------- | ------------------------------------------- | ----------------------------------------- | --- |
| 9D SWR BW N (D__00234) | DAB+ Block des SWR - SWR1 BW (112 kbps) - SWR Kultur (128 kbps) - SWR3 (Rheinland bis Bodensee) (112 kbps) - SWR4 HN (Studio Heilbronn) (112 kbps) - SWR4 KA (Studio Karlsruhe) (112 kbps) - SWR4 MA (Studio Mannheim) (112 kbps) - SWR4 S (Studio Stuttgart) (112 kbps) - SWR4 UL (Studio Ulm) (112 kbps) - SWR Aktuell (72 kbps) - DASDING (112 kbps) - EPG (24 kbps) - TPEG (16 kbps)                                          | 4 (ab 21. Aug. 2013, SWR) (max. 10) | ND (−5 dB nach NO)                          | V                                         | Aalen, Baden-Baden (Merkur), Bad Mergentheim (Am Kettenwald), Buchen (Odenwald), Ettlingen (Wattkopf), Hardberg, Heidelberg (Königstuhl), Heidenheim-Osterholz, Heilbronn (Weinsberg), Herbrechtingen, Langenbrand, Mannheim-Oststadt, Mühlacker, Murgtal (Draberg), Geislingen (Oberböhringen), Schwäbisch Gmünd, Stuttgart (Fernsehturm), Stuttgart (Funkhaus), Waldenburg (Friedrichsberg), Wertheim |
| 11B OAS BW (D__00201)  | DAB+ Block der ON AIR support GmbH - Antenna BW (72 kbps) - Antenne 1 (72 kbps) - baden.fm (72 kbps) - bigFM (72 kbps) - Die Neue 107.7 (72 kbps) - die neue welle (72 kbps) - Energy Stuttgart (72 kbps) - Donau 3 FM (72 kbps) - egoFM (72 kbps) - Hitradio Ohr (72 kbps) - Radio 7 (72 kbps) - Radio Regenbogen (72 kbps) - Rock FM (72 kbps) - Das Neue Radio Seefunk (72 kbps) - Radio Teddy (72 kbps) - Radio Ton (72 kbps) | 8                                   | ND                                          | V                                         | Aalen, Alpirsbach, Bad Mergentheim, Baden-Baden (Merkur), Baiersbronn, Blauen, Brandenkopf, Donaueschingen, Freiburg (Schönberg), Forbach, Geislingen (Oberböhringen), Heidelberg (Königstuhl), Heilbronn (Schweinsberg), Hochrhein (Rickenbach), Hornisgrinde, Karlsruhe (Grünwettersbach), Kempten, Kreuzwertheim, Lahr (Schutterlindenberg), Langenburg, Mudau, Pfänder, Pforzheim (Langenbrand), Raichberg, Ravensburg (Höchsten), Reutlingen, Schramberg/Sulgen-Süd, Stuttgart (Frauenkopf), Tuttlingen (Witthoh), Ulm (Kuhberg) |

### Eingestellte TV-Ausstrahlungen
Am 24. Oktober 2018 wurde der TV-Sendebetrieb aufgrund der Abschaltung der alten DVB-T Technik eingestellt.

#### Digitales Fernsehen (DVB-T)
Bis zur Abschaltung von DVB-T wurden die folgenden TV-Programme ausgestrahlt:
| Kanal | Frequenz (MHz) | Multiplex             | Programme im Multiplex                                                                                                   | ERP (kW) | Antennen- diagramm rund (ND), gerichtet (D) | Polarisation horizontal (H), vertikal (V) | Modulations- verfahren | FEC | Guard- intervall | Bitrate (Mbit/s) | SFN                                                       |
| ----- | -------------- | --------------------- | --- | -------- | ------------------------------------------- | ----------------------------------------- | ---------------------- | --- | ---------------- | ---------------- | --------------------------------------------------------- |
| 26    | 514            | ARD Digital (SWR)     | - Das Erste (SWR) - ARTE - Phoenix - One                                                                                 | 5        | ND                                          | H                                         | 16-QAM (8-k-Modus)     | 2/3 | 1/4              | 13,27            | Heilbronn (Weinsberg), Bad Mergentheim, Waldenburg        |
| 50    | 706            | SWR-BW (ARD regional) | - SWR Fernsehen Baden-Württemberg - hr-fernsehen - Bayerisches Fernsehen Süd (Schwaben/Altbayern) - WDR Fernsehen (Köln) | 10       | ND                                          | H                                         | 16-QAM (8-k-Modus)     | 2/3 | 1/4              | 13,27            | Aalen, Heilbronn (Weinsberg), Bad Mergentheim, Waldenburg |
| 23    | 490            | ZDFmobil              | - ZDF - 3sat - ZDFinfo - KiKA/ZDFneo                                                                                     | 5        | ND                                          | H                                         | 16-QAM (8-k-Modus)     | 2/3 | 1/4              | 13,27            | Aalen, Heilbronn (Weinsberg), Bad Mergentheim, Waldenburg |

#### Analoges Fernsehen
Bis zur Umstellung auf DVB-T wurden folgende Programme bis zum 30. Juni 2009 in analogem PAL gesendet:
| Kanal | Frequenz (MHz) | Programm        | ERP (kW) | Sendediagramm rund (ND)/ gerichtet (D) | Polarisation horizontal (H)/ vertikal (V) |
| ----- | -------------- | --------------- | -------- | -------------------------------------- | ----------------------------------------- |
| 48    | 687,25         | Das Erste (SWR) | 100      | D                                      | H                                         |